# ژورا آبوویان
ژورا آرامی آبوویان (اوکراینی: Жора Арамович Абовян؛ زادهٔ ۱۴ نوامبر ۱۹۹۶) کشتی‌گیر در رشته کشتی فرنگی ارمنی‌تبار اهل اوکراین است که در مجموع در [[]] برندهٔ ۲ مدال طلا ۲ مدال نقره و ۲ مدال برنز شده‌است.

## رقابت‌های مهم
| International Senior Freestyle Matches | International Senior Freestyle Matches | International Senior Freestyle Matches | International Senior Freestyle Matches | International Senior Freestyle Matches | International Senior Freestyle Matches                             | International Senior Freestyle Matches |
| نتیجه                                  | رکورد                                  | حریف                                   | امتیاز                                 | تاریخ                                  | رویداد                                                             | مکان                                   |
| کشتی در بازی‌های ام در ۶۰ ک‌گ            | کشتی در بازی‌های ام در ۶۰ ک‌گ            | کشتی در بازی‌های ام در ۶۰ ک‌گ            | کشتی در بازی‌های ام در ۶۰ ک‌گ            | کشتی در بازی‌های ام در ۶۰ ک‌گ            | کشتی در بازی‌های ام در ۶۰ ک‌گ                                        | کشتی در بازی‌های ام در ۶۰ ک‌گ            |
| -------------------------------------- | -------------------------------------- | -------------------------------------- | -------------------------------------- | -------------------------------------- | ------------------------------------------------------------------ | -------------------------------------- |
|                                        |                                        |                                        | ۹–۰                                    | تاریخ                                  | مسابقات قهرمانی کشتی جهان ۲۰۲۱                                     |                                        |
| کشتی در بازی‌های ۱۱ام در ۶۰ ک‌گ          |                                        |                                        |                                        |                                        |                                                                    |                                        |
|                                        |                                        |                                        | ۹–۰                                    | ۲۰۲۱-۱۰-۰۷                             | مسابقات قهرمانی کشتی جهان کشتی فرنگی بزرگسالان                     |                                        |
| کشتی در بازی‌های ۸ام در ۶۰ ک‌گ           |                                        |                                        |                                        |                                        |                                                                    |                                        |
|                                        |                                        |                                        | ۹–۰                                    | ۲۰۲۰-۰۲-۱۰                             | مسابقات قهرمانی کشتی اروپا کشتی فرنگی بزرگسالان                    |                                        |
| کشتی در بازی‌های ۲ام در ۶۰ ک‌گ           |                                        |                                        |                                        |                                        |                                                                    |                                        |
|                                        |                                        |                                        | ۹–۰                                    | ۲۰۲۰-۰۱-۱۷                             | Thor Masters کشتی فرنگی بزرگسالان                                  |                                        |
| کشتی در بازی‌های ۵ام در ۶۰ ک‌گ           |                                        |                                        |                                        |                                        |                                                                    |                                        |
|                                        |                                        |                                        | ۹–۰                                    | ۲۰۱۹-۱۰-۲۸                             | مسابقات قهرمانی کشتی جهان کشتی فرنگی زیر ۲۳ سال                    |                                        |
| کشتی در بازی‌های ۳ام در ۶۰ ک‌گ           |                                        |                                        |                                        |                                        |                                                                    |                                        |
|                                        |                                        |                                        | ۹–۰                                    | ۲۰۱۹-۰۸-۰۲                             | جام ولادیسلاو پیتلاسینسکی کشتی فرنگی بزرگسالان                     |                                        |
| کشتی در بازی‌های ۵ام در ۶۰ ک‌گ           |                                        |                                        |                                        |                                        |                                                                    |                                        |
|                                        |                                        |                                        | ۹–۰                                    | ۲۰۱۹-۰۶-۲۵                             | بازی‌های اروپایی کشتی فرنگی بزرگسالان                               |                                        |
| کشتی در بازی‌های ۳ام در ۶۰ ک‌گ           |                                        |                                        |                                        |                                        |                                                                    |                                        |
|                                        |                                        |                                        | ۹–۰                                    | ۲۰۱۹-۰۵-۱۰                             | کشتی فرنگی بزرگسالان                                               |                                        |
| کشتی در بازی‌های ۵ام در ۶۰ ک‌گ           |                                        |                                        |                                        |                                        |                                                                    |                                        |
|                                        |                                        |                                        | ۹–۰                                    | ۲۰۱۹-۰۳-۰۴                             | مسابقات قهرمانی کشتی اروپا کشتی فرنگی زیر ۲۳ سال                   |                                        |
| کشتی در بازی‌های ۷ام در ۶۰ ک‌گ           |                                        |                                        |                                        |                                        |                                                                    |                                        |
|                                        |                                        |                                        | ۹–۰                                    | ۲۰۱۸-۰۹-۱۵                             | جام یادبود اولگ کاراوایف کشتی فرنگی بزرگسالان                      |                                        |
| مسابقات قهرمانی کشتی در ک‌گ             |                                        |                                        |                                        |                                        |                                                                    |                                        |
|                                        |                                        |                                        | ۹–۰                                    | تاریخ                                  | جام جهانی کشتی ۲۰۱۷ - فرنگی مردان                                  | بیدگوشچ                                |
| کشتی در بازی‌های ام در 59 ک‌گ            |                                        |                                        |                                        |                                        |                                                                    |                                        |
|                                        |                                        |                                        | ۹–۰                                    | تاریخ                                  | مسابقات قهرمانی کشتی زیر ۲۳ سال جهان ۲۰۱۷                          |                                        |
| کشتی در بازی‌های ۱۱ام در ۵۹ ک‌گ          |                                        |                                        |                                        |                                        |                                                                    |                                        |
|                                        |                                        |                                        | ۹–۰                                    | ۲۰۱۷-۱۱-۲۱                             | مسابقات قهرمانی کشتی جهان کشتی فرنگی زیر ۲۳ سال                    | بیدگوشچ                                |
| کشتی در بازی‌های ۱۷ام در ۵۹ ک‌گ          |                                        |                                        |                                        |                                        |                                                                    |                                        |
|                                        |                                        |                                        | ۹–۰                                    | ۲۰۱۷-۰۹-۳۰                             | Bolat Turlykhanov جام یادبود بولات تورلیخانوف کشتی فرنگی بزرگسالان | آلماتی                                 |
| کشتی در بازی‌های ۱۲ام در ۵۹ ک‌گ          |                                        |                                        |                                        |                                        |                                                                    |                                        |
|                                        |                                        |                                        | ۹–۰                                    | ۲۰۱۷-۰۵-۰۶                             | مسابقات قهرمانی کشتی اروپا کشتی فرنگی بزرگسالان                    | نووی ساد                               |
| کشتی در بازی‌های ۶ام در ۵۹ ک‌گ           |                                        |                                        |                                        |                                        |                                                                    |                                        |
|                                        |                                        |                                        | ۹–۰                                    | ۲۰۱۷-۰۳-۱۶                             | جام جهانی کشتی کشتی فرنگی بزرگسالان                                | آبادان                                 |
| کشتی در بازی‌های ۱ام در ۵۹ ک‌گ           |                                        |                                        |                                        |                                        |                                                                    |                                        |
|                                        |                                        |                                        | ۹–۰                                    | ۲۰۱۷-۰۳-۰۳                             | کشتی فرنگی بزرگسالان                                               | اوکراین                                |
| کشتی در بازی‌های ۴ام در ک‌گ              |                                        |                                        |                                        |                                        |                                                                    |                                        |
|                                        |                                        |                                        | ۹–۰                                    | ۲۰۱۶-۱۱-۱۸                             | جام یادبود اولگ کاراوایف کشتی فرنگی بزرگسالان تیمی                 | مینسک                                  |
| کشتی در بازی‌های ۱ام در ۵۹ ک‌گ           |                                        |                                        |                                        |                                        |                                                                    |                                        |
|                                        |                                        |                                        | ۹–۰                                    | ۲۰۱۶-۱۰-۰۶                             | مسابقات قهرمانی کشتی اوکراین کشتی فرنگی بزرگسالان                  | اوکراین                                |
| کشتی در بازی‌های ۵ام در ۵۵ ک‌گ           |                                        |                                        |                                        |                                        |                                                                    |                                        |
|                                        |                                        |                                        | ۹–۰                                    | ۲۰۱۶-۰۸-۳۰                             | مسابقات قهرمانی کشتی جهان کشتی فرنگی Juniors                       | ماکون                                  |
| کشتی در بازی‌های ۲ام در ۵۵ ک‌گ           |                                        |                                        |                                        |                                        |                                                                    |                                        |
|                                        |                                        |                                        | ۹–۰                                    | ۲۰۱۶-۰۶-۲۱                             | مسابقات قهرمانی کشتی اروپا کشتی فرنگی Juniors                      | بخارست                                 |

## یادداشت
1. ↑  Wladyslaw Pytlasinski Cup
2. ↑  International Ukrainian Tournament
3. ↑  Oleg Karavaev
4. ↑  International Ukrainian Tournament
5. ↑  Oleg Karavaev